# Sugar Bush Knolls (Ohio)
Sugar Bush Knolls es una villa ubicada en el condado de Portage en el estado estadounidense de Ohio. En el Censo de 2010 tenía una población de 177 habitantes y una densidad poblacional de 295,84 personas por km².

## Geografía
Sugar Bush Knolls se encuentra ubicada en las coordenadas 41°12′12″N 81°21′4″O / 41.20333, -81.35111. Según la Oficina del Censo de los Estados Unidos, Sugar Bush Knolls tiene una superficie total de 0.6 km², de la cual 0.55 km² corresponden a tierra firme y (7.36%) 0.04 km² es agua.

## Demografía
Según el censo de 2010, había 177 personas residiendo en Sugar Bush Knolls. La densidad de población era de 295,84 hab./km². De los 177 habitantes, Sugar Bush Knolls estaba compuesto por el 91.53% blancos, el 1.13% eran afroamericanos, el 0.56% eran amerindios, el 2.26% eran asiáticos, el 0% eran isleños del Pacífico, el 1.13% eran de otras razas y el 3.39% pertenecían a dos o más razas. Del total de la población el 2.26% eran hispanos o latinos de cualquier raza.